# Jacques Mesnil

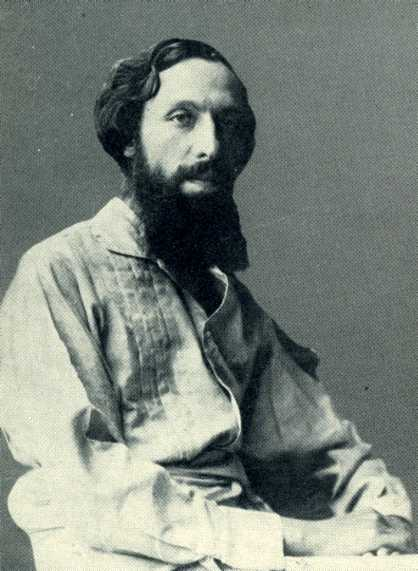
Jacques Mesnil, ca 1905

Jacques Mesnil, pseudoniem van Jean-Jacques Dwelshauvers, (Brussel, 9 juli 1872 – Montmaur-en-Diois (Drôme), 14 november 1940) was een Belgische anarchist, historicus, journalist en kunstcriticus.
Mesnil was een Brusselaar van goede komaf, zijn vader een hoge gemeentefunctionaris en zijn moeder iemand die zich begaf in de hoge intellectuele kringen van Brussel. Ze was onder meer goed bevriend met Emile Verhaeren. Dwelshauvers studeerde aan het Atheneum van Brussel en geraakte er bevriend met August Vermeylen. Samen met Vermeylen zette hij zijn studies verder aan de Université libre de Bruxelles, waar hij geneeskunde studeerde.
Hij was nauw betrokken bij het culturele tijdschrift La Société Nouvelle en was daarna een drijvende kracht achter het eveneens avant-gardistische Van Nu en Straks.
In 1894 ontstonden er aan de Université libre de Bruxelles rellen die gericht waren tegen de beslissing van de raad van bestuur om de geograaf Élisée Reclus, gewezen communard en lid van de anarchistische Internationale, toch geen leerstoel te geven. Mesnil en August Vermeylen stonden midden in het gewoel dat resulteerde in de oprichting van een parallelle universiteit, de Université Nouvelle, die tot 1918 bleef bestaan.
Ondertussen reisde Mesnil veelvuldig naar Italië, waar hij zijn artsenopleiding wilde afmaken (Bologna, 1892-1896), in contact kwam met de Italiaanse anarchist Errico Malatesta en zijn levensgezellin Clara Köttlitz ontmoette. Tijdens zijn studies trekt Clara nog naar Algerije als huislerares van Reclus' kinderen, maar nadien vestigt het stel zich in Italië.
Jacques Mesnil was een aanhanger van het individualistisch anarchisme en kantte zich tegen het huwelijk (zie zijn essay Het vrije huwelijk van 1900). Hij verbrak zijn vriendschap met August Vermeylen, die wel trouwde en voor wie het anarchisme slechts een jeugdbevlieging was. Vermeylen weigerde in 1902 Mesnils sensuele novelle Wellust te publiceren in Van nu en straks. Dit was voor een verontwaardigde Mesnil het sein om de redactie te verlaten, waarmee meteen een einde kwam aan het tijdschrift.
Later zou Vermeylen de roman Twee vrienden schrijven over hun kameraadschap, een plan dat hij in de negentiende eeuw opvatte maar pas tijdens de Tweede Wereldoorlog afwerkte.
In Italië hield Mesnil zich bezig met schilderkunst en schreef hij werken over Rafaël en Botticelli.
In 1906 verhuisde Mesnil naar Frankrijk. Politiek kwam hij sterk onder de indruk van de Russische Revolutie en evolueerde hij van het anarchisme naar het communisme. Hij nam deel aan de Derde Internationale.
Een jaar na de dood van Clara overleed hij zelf.
Een uitvoerige biografie vindt men in Eric MIN, Zwart licht. Anarchisten in België rond 1900, Pelckmans, 2023, blz. 115-210.
- Bibliothèque nationale de France: cb134771580 (data)
- Gemeinsame Normdatei: 1055249516
- International Standard Name Identifier: 0000 0003 6855 2293
- Library of Congress Control Number: nr91036015
- Nationale Bibliotheek van Israël: 987007332036005171
- Nederlandse Thesaurus van Auteursnamen: 069103682
- Système universitaire de documentation: 035210826
- Virtual International Authority File: 46909858
- WorldCat: E39PBJpjhXcBCV4BxffKhJTfv3